# 泰勒 (德克薩斯州)
32°20′3″N 95°18′0″W / 32.33417°N 95.30000°W
泰勒 （Tyler）是美國德克薩斯州史密斯縣的一個城市，位於德州東部，是該縣縣治，得名于第十任总统约翰·泰勒。面積128平方公里，2000年人口為83,650人。
當地以種植玫瑰聞名。

## 姐妹城市
- 日本八千代市[2]
- 波蘭耶萊尼亞古拉
- 智利洛巴爾內切阿
- 中国曲靖市